# Campeonato Mundial de Halterofilismo de 1996
O Campeonato Mundial de Halterofilismo de 1996 foi a 10ª edição do campeonato de halterofilismo feminino, sendo organizado pela Federação Internacional de Halterofilismo (FIH), em Varsóvia, na Polónia, entre 3 a 11 de maio de 1996. Essa foi a última vez em que o campeonato feminino foi realizado em separado do campeonato masculino. Contou com a presença de 102 halterofilistas de 24 nacionalidades filiadas à Federação Internacional de Halterofilismo (FIH).

## Medalhistas
| Evento    | Ouro                            | Ouro     | Prata                           | Prata    | Bronze                          | Bronze   |
| 46 kg     | 46 kg                           | 46 kg    | 46 kg                           | 46 kg    | 46 kg                           | 46 kg    |
| --------- | ------------------------------- | -------- | ------------------------------- | -------- | ------------------------------- | -------- |
| Arranque  | Guan Hong · China               | 77,5 kg  | Tsai Huey-woan · Taipé Chinesa  | 70,0 kg  | Kunjarani Devi · Índia          | 67,5 kg  |
| Arremesso | Guan Hong · China               | 95,0 kg  | Kunjarani Devi · Índia          | 90,0 kg  | Tsai Huey-woan · Taipé Chinesa  | 87,5 kg  |
| Total     | Guan Hong · China               | 172,5 kg | Kunjarani Devi · Índia          | 157,5 kg | Tsai Huey-woan · Taipé Chinesa  | 157,5 kg |
| 50 kg     |                                 |          |                                 |          |                                 |          |
| Arranque  | Liu Xiuhua · China              | 80,0 kg  | Choi Myung-shik Coreia do Sul   | 80,0 kg  | Chu Nan-mei · Taipé Chinesa     | 77,5 kg  |
| Arremesso | Liu Xiuhua · China              | 105,0 kg | Chu Nan-mei · Taipé Chinesa     | 95,0 kg  | Choi Myung-shik Coreia do Sul   | 95,0 kg  |
| Total     | Liu Xiuhua · China              | 185,0 kg | Choi Myung-shik Coreia do Sul   | 175,0 kg | Chu Nan-mei · Taipé Chinesa     | 172,5 kg |
| 54 kg     |                                 |          |                                 |          |                                 |          |
| Arranque  | Zhang Xixiang · China           | 87,5 kg  | Kuo Ping-chun · Taipé Chinesa   | 85,0 kg  | Karnam Malleswari · Índia       | 85,0 kg  |
| Arremesso | Zhang Xixiang · China           | 110,0 kg | Kuo Ping-chun · Taipé Chinesa   | 102,5 kg | Karnam Malleswari · Índia       | 102,5 kg |
| Total     | Zhang Xixiang · China           | 197,5 kg | Kuo Ping-chun · Taipé Chinesa   | 187,5 kg | Karnam Malleswari · Índia       | 187,5 kg |
| 59 kg     |                                 |          |                                 |          |                                 |          |
| Arranque  | Chen Xiaomin · China            | 99,0 kg  | Maria Christoforidou · Grécia   | 90,0 kg  | Yuriko Takahashi · Japão        | 85,0 kg  |
| Arremesso | Yuriko Takahashi · Japão        | 112,5 kg | Chen Xiaomin · China            | 110,0 kg | Maria Christoforidou · Grécia   | 107,5 kg |
| Total     | Chen Xiaomin · China            | 207,5 kg | Maria Christoforidou · Grécia   | 197,5 kg | Yuriko Takahashi · Japão        | 197,5 kg |
| 64 kg     |                                 |          |                                 |          |                                 |          |
| Arranque  | Li Hongyun · China              | 106,0 kg | Chen Jui-lien · Taipé Chinesa   | 100,0 kg | Bénédicte Comblez · França      | 90,0 kg  |
| Arremesso | Li Hongyun · China              | 120,0 kg | Chen Jui-lien · Taipé Chinesa   | 115,0 kg | Choi Eun-ja Coreia do Sul       | 115,0 kg |
| Total     | Li Hongyun · China              | 225,0 kg | Chen Jui-lien · Taipé Chinesa   | 215,0 kg | Huang Hsi-li · Taipé Chinesa    | 202,5 kg |
| 70 kg     |                                 |          |                                 |          |                                 |          |
| Arranque  | Ilona Dankó · Hungria           | 97,5 kg  | Tang Weifang · China            | 95,0 kg  | Irina Komendanskaya · Rússia    | 92,5 kg  |
| Arremesso | Tang Weifang · China            | 127,5 kg | Irina Kasimova · Rússia         | 122,5 kg | Kim Dong-hee Coreia do Sul      | 120,0 kg |
| Total     | Tang Weifang · China            | 222,5 kg | Irina Kasimova · Rússia         | 212,5 kg | Kim Dong-hee Coreia do Sul      | 212,5 kg |
| 76 kg     |                                 |          |                                 |          |                                 |          |
| Arranque  | Li Yan · China                  | 97,5 kg  | Mária Takács · Hungria          | 95,0 kg  | Theresa Brick · Canadá          | 95,0 kg  |
| Arremesso | Li Yan · China                  | 127,5 kg | Mária Takács · Hungria          | 120,0 kg | Panagiota Antonopoulou · Grécia | 120,0 kg |
| Total     | Li Yan · China                  | 225,0 kg | Mária Takács · Hungria          | 215,0 kg | Panagiota Antonopoulou · Grécia | 210,0 kg |
| 83 kg     |                                 |          |                                 |          |                                 |          |
| Arranque  | Wei Xiangying · China           | 110,0 kg | Chen Shu-chih · Taipé Chinesa   | 107,5 kg | María Isabel Urrutia · Colômbia | 100,0 kg |
| Arremesso | María Isabel Urrutia · Colômbia | 135,0 kg | Chen Shu-chih · Taipé Chinesa   | 135,0 kg | Wei Xiangying · China           | 132,5 kg |
| Total     | Wei Xiangying · China           | 242,5 kg | Chen Shu-chih · Taipé Chinesa   | 242,5 kg | María Isabel Urrutia · Colômbia | 235,0 kg |
| +83 kg    |                                 |          |                                 |          |                                 |          |
| Arranque  | Karoliina Lundahl · Finlândia   | 107,5 kg | Wan Ni · China                  | 102,5 kg | Sylvie Iskin · França           | 102,5 kg |
| Arremesso | Wan Ni · China                  | 137,5 kg | Chen Hsiao-lien · Taipé Chinesa | 130,0 kg | Karoliina Lundahl · Finlândia   | 125,0 kg |
| Total     | Wan Ni · China                  | 240,0 kg | Karoliina Lundahl · Finlândia   | 232,5 kg | Chen Hsiao-lien · Taipé Chinesa | 227,5 kg |

- — RECORDE MUNDIAL

## Quadro de medalhas
Quadro de medalhas no total combinado
| Ordem | País          | Medalha de ouro | Medalha de prata | Medalha de bronze | Total |
| ----- | ------------- | --------------- | ---------------- | ----------------- | ----- |
| 1     | China         | 9               | 0                | 0                 | 9     |
| 2     | Taipé Chinesa | 0               | 3                | 4                 | 7     |
| 3     | Grécia        | 0               | 1                | 1                 | 2     |
| 3     | Índia         | 0               | 1                | 1                 | 2     |
| 3     | Coreia do Sul | 0               | 1                | 1                 | 2     |
| 6     | Finlândia     | 0               | 1                | 0                 | 1     |
| 6     | Hungria       | 0               | 1                | 0                 | 1     |
| 6     | Rússia        | 0               | 1                | 0                 | 1     |
| 9     | Colômbia      | 0               | 0                | 1                 | 1     |
| 9     | Japão         | 0               | 0                | 1                 | 1     |
| Total | Total         | 9               | 9                | 9                 | 27    |

Quadro de medalhas nos levantamentos + total combinado
| Ordem | País          | Medalha de ouro | Medalha de prata | Medalha de bronze | Total |
| ----- | ------------- | --------------- | ---------------- | ----------------- | ----- |
| 1     | China         | 23              | 3                | 1                 | 27    |
| 2     | Hungria       | 1               | 3                | 0                 | 4     |
| 3     | Finlândia     | 1               | 1                | 1                 | 3     |
| 4     | Colômbia      | 1               | 0                | 2                 | 3     |
| 4     | Japão         | 1               | 0                | 2                 | 3     |
| 6     | Taipé Chinesa | 0               | 12               | 6                 | 18    |
| 7     | Índia         | 0               | 2                | 4                 | 6     |
| 7     | Coreia do Sul | 0               | 2                | 4                 | 6     |
| 9     | Grécia        | 0               | 2                | 3                 | 5     |
| 10    | Rússia        | 0               | 2                | 1                 | 3     |
| 11    | França        | 0               | 0                | 2                 | 2     |
| 12    | Canadá        | 0               | 0                | 1                 | 1     |
| Total | Total         | 27              | 27               | 27                | 81    |

## Participantes
Um total de 102 halterofilistas de 24 nacionalidades participaram do evento.
| - Austrália (3) - Bielorrússia (1) - Bulgária (7) - Canadá (3) - China (9) - Taipé Chinesa (9) - Colômbia (3) - Chéquia (3) | - Finlândia (4) - França (4) - Alemanha (1) - Grã-Bretanha (1) - Grécia (9) - Hungria (6) - Índia (5) - Itália (2) | - Japão (5) - México (1) - Polónia (2) - Rússia (8) - Coreia do Sul (3) - Espanha (3) - Turquia (1) - Estados Unidos (9) |